# Vesna Fabjan

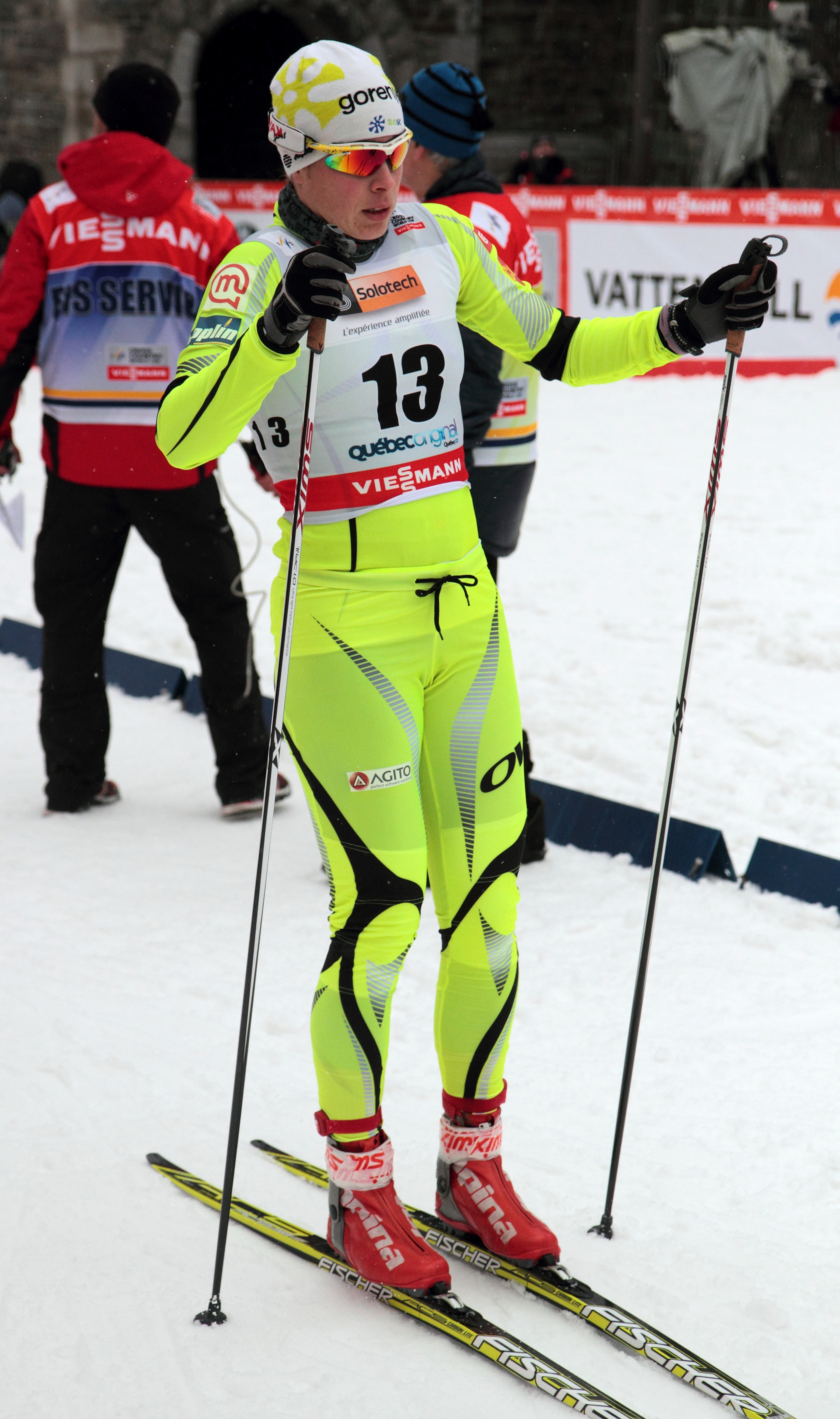
Fabjan aan de start van een wereldbekerwedstrijd in Quebec (2012).

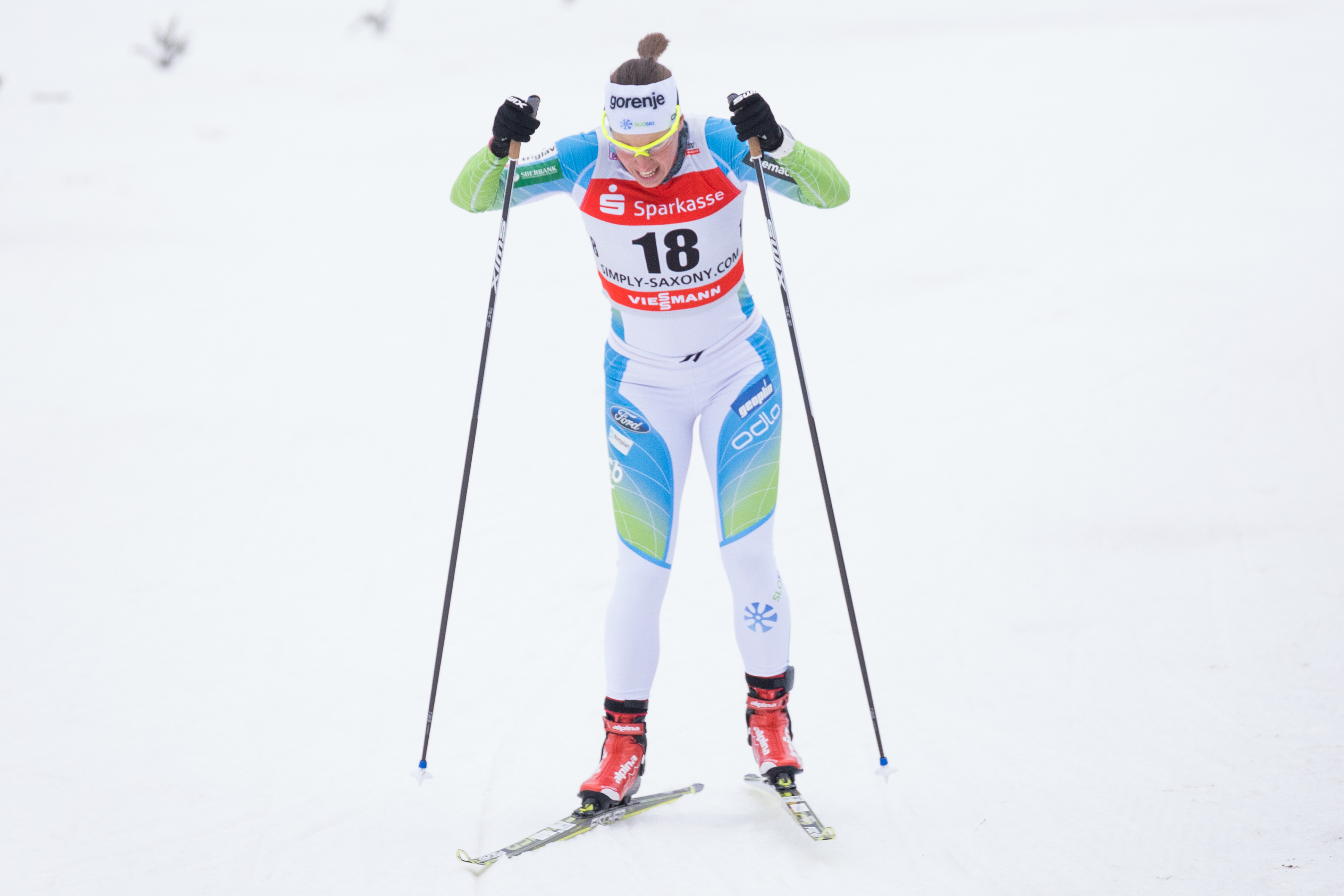
Fabjan in actie tijden eens wereldbekerwedstrijd in Dresden (2018).

Vesna Fabjan (Zgornja Besnica (Kranj), 13 maart 1985) is een Sloveense langlaufster die is gespecialiseerd op de sprint. Fabjan vertegenwoordigde haar vaderland op de Olympische Winterspelen 2006 in Turijn, op de Olympische Winterspelen 2010 in Vancouver, op de Olympische Winterspelen 2014 in Sotsji en op de Olympische Winterspelen 2018 in Pyeongchang.

## Carrière
Fabjan maakte haar wereldbekerdebuut in februari 2005 in Reit im Winkl. In Oberstdorf nam de Sloveense deel aan de wereldkampioenschappen langlaufen 2005, op dit toernooi eindigde ze als 34e op de sprint. In november 2005 scoorde ze in Vernon haar eerste wereldbekerpunten. Tijdens de Olympische Winterspelen van 2006 in Turijn eindigde Fabjan als veertigste op de sprint, op het onderdeel teamsprint eindigde ze samen met Maja Benedičič op de veertiende plaats. Op de wereldkampioenschappen langlaufen 2007 in Sapporo eindigde de Sloveense als 37e op de sprint en als 57e op de 10 kilometer klassieke stijl, samen met Petra Majdič eindigde ze als negende op het onderdeel teamsprint. In december 2007 behaalde Fabjan voor de eerste maal in haar carrière een toptienklassering in een wereldbekerwedstrijd. In Liberec nam de Sloveense deel aan de wereldkampioenschappen langlaufen 2009, op dit toernooi eindigde ze als zeventiende op de sprint en als drieënvijftigste op de 10 kilometer vrije stijl. In december 2009 stond Fabjan in Düsseldorf voor de eerste maal in haar carrière op het wereldbekerpodium, in januari 2010 boekte de Sloveense in Rybinsk haar eerste wereldbekerzege. Tijdens de Olympische Winterspelen van 2010 in Vancouver eindigde Fabjan als 23e op de sprint en als 33e op de 10 kilometer vrije stijl. Op de estafette eindigde ze samen met Anja Eržen, Katja Višnar en Barbara Jezeršek op de veertiende plaats.
Op de wereldkampioenschappen langlaufen 2011 in Oslo eindigde ze als vierde op de sprint en als 41e op de 10 kilometer klassieke stijl. Samen met Anja Eržen, Petra Majdič en Barbara Jezeršek eindigde ze als zevende op de estafette. In Val di Fiemme nam de Sloveense deel aan de wereldkampioenschappen langlaufen 2013. Op dit toernooi eindigde ze als 29e op sprint en als 52e op de 10 kilometer vrije stijl. Op de teamsprint eindigde ze samen met Katja Višnar op de zesde plaats, samen met Barbara Jezeršek, Katja Višnar en Alenka Čebašek eindigde ze als veertiende op de estafette. Tijdens de Olympische Winterspelen van 2014 in Sotsji veroverde Fabjan de bronzen medaille op de sprint. Op de estafette eindigde ze samen met Alenka Čebašek, Katja Višnar en Barbara Jezeršek op de tiende plaats.
Op de wereldkampioenschappen langlaufen 2017 in Lahti eindigde ze als 26e op sprint en als 59e op de 10 kilometer klassieke stijl. Tijdens de Olympische Winterspelen van 2018 in Pyeongchang eindigde ze samen met Anamarija Lampič, Katja Višnar en Alenka Čebašek op de achtste plaats.

## Resultaten

### Olympische Spelen
| Jaar | Plaats      | Resultaten                                                              |
| ---- | ----------- | ----------------------------------------------------------------------- |
| 2006 | Turijn      | 40e Sprint (vrije stijl) 14e Teamsprint (klassieke stijl)               |
| 2010 | Vancouver   | 23e Sprint (klassieke stijl) 33e 10 km vrije stijl 14e 4×5 km estafette |
| 2014 | Sotsji      | Sprint (vrije stijl) · 10e 4×5 km estafette                             |
| 2018 | Pyeongchang | 8e 4x5 km estafette                                                     |

### Wereldkampioenschappen
| Jaar | Plaats        | Resultaten                                                                                          |
| ---- | ------------- | --------------------------------------------------------------------------------------------------- |
| 2005 | Oberstdorf    | 34e Sprint (klassieke stijl)                                                                        |
| 2007 | Sapporo       | 37e Sprint (klassieke stijl) 57e 10 km (vrije stijl) 9e Teamsprint (vrije stijl)                    |
| 2009 | Liberec       | 17e Sprint (vrije stijl) 53e 10 km (klassieke stijl)                                                |
| 2011 | Oslo          | 4e Sprint (vrije stijl) 41e 10 km klassieke stijl 7e 4×5 km estafette                               |
| 2013 | Val di Fiemme | 29e Sprint (klassieke stijl) 52e 10 km vrije stijl 6e Teamsprint (vrije stijl) 14e 4×5 km estafette |
| 2017 | Lahti         | 26e Sprint (vrije stijl) 59e 10 km klassieke stijl                                                  |

### Wereldbeker
Eindklasseringen
| Seizoen   | Algm | DI  | SP  | TdS |
| --------- | ---- | --- | --- | --- |
| 2005/2006 | 103e | –   | 68e |     |
| 2006/2007 | 56e  | –   | 32e | 48e |
| 2007/2008 | 37e  | –   | 23e | 40e |
| 2008/2009 | 34e  | 91e | 12e | DNF |
| 2009/2010 | 21e  | 97e | 7e  | DNF |
| 2010/2011 | 29e  | 89e | 9e  | DNF |
| 2011/2012 | 31e  | 68e | 10e | DNF |
| 2012/2013 | 60e  | –   | 31e | DNF |
| 2013/2014 | 34e  | –   | 11e | –   |
| 2014/2015 | 67e  | –   | 37e | –   |
| 2015/2016 | 35e  | 79e | 17e | DNF |
| 2016/2017 | 49e  | –   | 22e | DNF |
| 2017/2018 | 58e  | –   | 28e | DNF |
| 2018/2019 | 75e  | –   | 38e | DNF |

Wereldbekerzeges
| Nr. | Datum           | Plaats  | Onderdeel            |
| --- | --------------- | ------- | -------------------- |
| 1.  | 22 januari 2010 | Rybinsk | Sprint (vrije stijl) |
| 2.  | 5 februari 2011 | Rybinsk | Sprint (vrije stijl) |